# Pseudapis lobata
Pseudapis lobata là một loài Hymenoptera trong họ Halictidae. Loài này được Olivier mô tả khoa học năm 1812.